# Dimorphorchis tenomensis
Dimorphorchis tenomensis là một loài thực vật có hoa trong họ Lan. Loài này được (A.L.Lamb) P.J.Cribb mô tả khoa học đầu tiên năm 2008.